# Sandstraße (Bamberg)

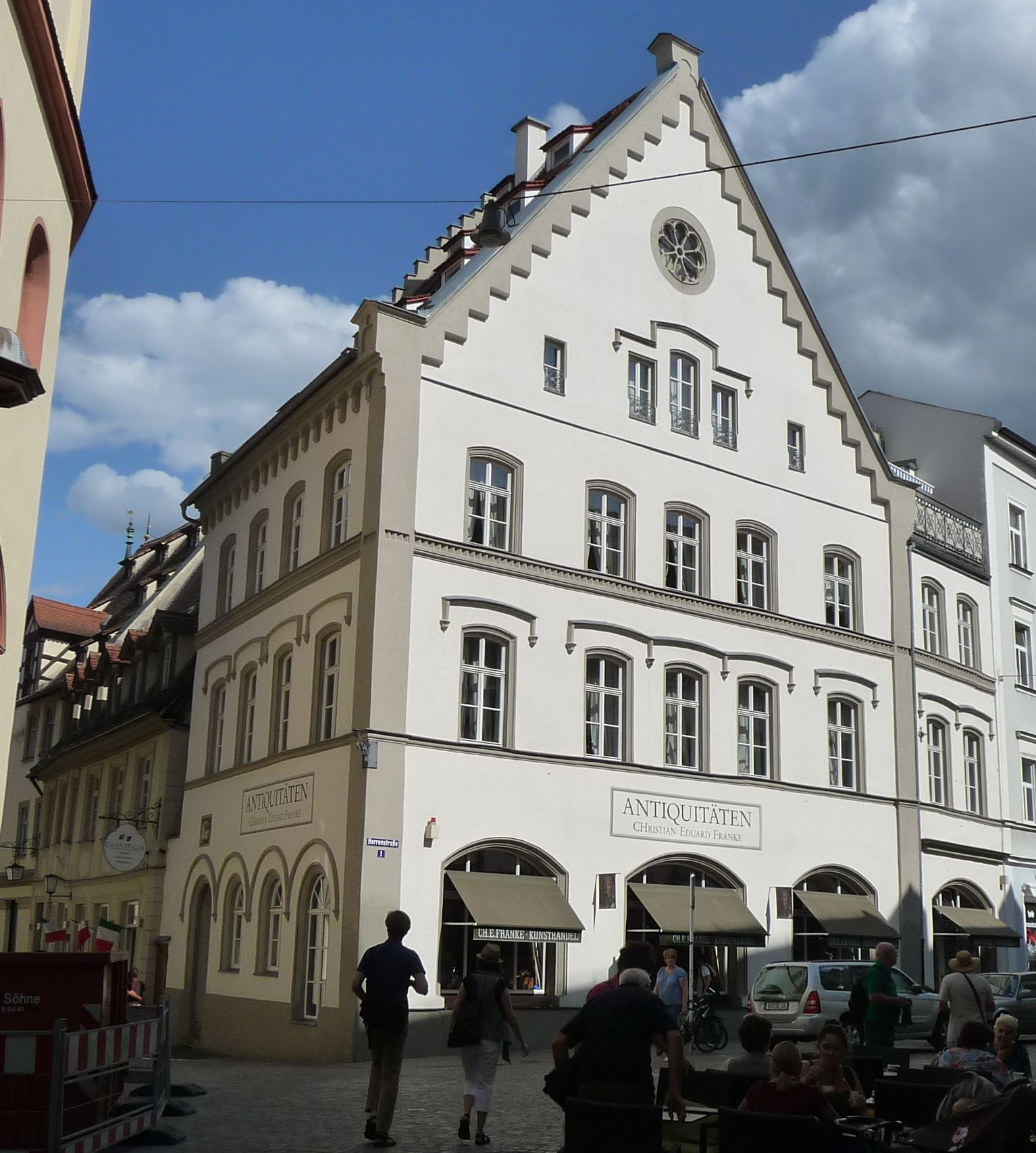
Eckhaus Dominikanerstraße / Herrengasse (2014)

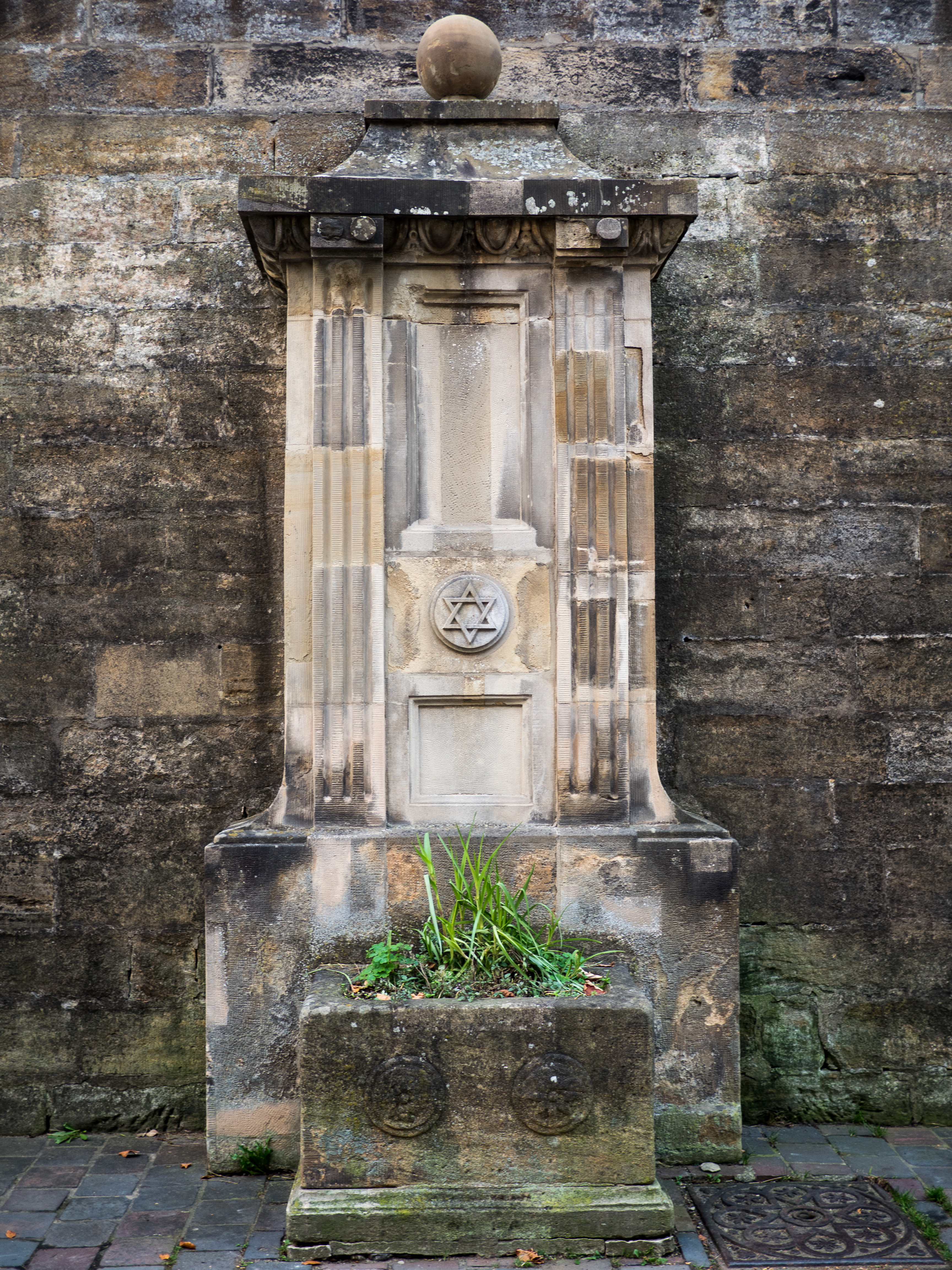
Der Hofwaschbrunnen in der Sandstraße (2015)

Die Sandstraße ist ein Straßenzug in Bamberg, direkt unterhalb des Domberges und des Michelsberges. Das umliegende Sandgebiet ist der Kern der Bamberger Altstadt. Sie ist das Herz der Sandkerwa, des bekannten Bamberger Altstadtfests Ende August. 

## Verlauf
Die Sandstraße beginnt als Obere Sandstraße am Katzenberg, einem steilen Plätzchen direkt unterhalb des Domplatzes in direkter Verlängerung der Dominikanerstraße, die an der Unteren Brücke beginnt. Etwa 120 Meter nach dem Katzenberg biegt die Obere Sandstraße scharf nach rechts (Osten) um und öffnet sich sogleich wieder nach links (Norden) in den Elisabethenplatz vor der Justizvollzugsanstalt mit der Elisabethenkirche. Danach führt sie als Untere Sandstraße weiter zur Auffahrt der Markusbrücke über die Regnitz und zieht sich noch etwa einen halben Kilometer unterhalb des Michelsberges entlang, bis sie in Höhe der Einmündung von Leinritt und Maienbrunnen in die Schweinfurter Straße übergeht. 
Wenn in Bamberg von Sandstraße die Rede ist, ist gewöhnlich der Straßenzug von der Dominikanerstraße bis zur Markusbrücke gemeint.

### Sandgebiet, Sand
Mit Sandgebiet bezeichnet man die Gassen und Sträßchen um die Sandstraße. Das Gebiet erstreckt sich mindestens von der Dominikanerstraße bis zur Markusbrücke und umfasst die Bebauung zwischen (kleiner) Regnitz und dem dahinter aufsteigenden Hügeln (Kaul-, Dom- und Michelsberg).
- Am Leinritt (Regnitzufer)
- Elisabethenplatz (Obere/Untere/Elisabethenstraße)
- Elisabethenstraße (Leintritt/Elisabethenplatz/Dom)
- Katzenberg
- Kasernenstraße (Katzenberg/Leintritt)
- Obere Sandstraße
- Ottoplatz (zwischen Dom- und Michelsberg)
- Sandbad (Kasernenstraße/Leinritt/Elisabethenplatz)
- Schrottenberggasse (Untere/Ottoplatz)
- Untere Sandstraße (südlicher Teil)

Die Übergänge zu Schranne, Domberg und Michelsberg sind fließend, die Grenzen des Sandes sind aber definitiv südlich an der Schranne und nördlich am Anfang des Stadtteils Gaustadt erreicht.

### Bürgerverein
Im Sandgebiet gibt es den Bürgerverein IV. Distrikt, dessen Name noch auf die Stadteinteilung zur Zeit seiner Gründung 1891 hinweist. Er ist Organisator der Sandkerwa und hält auch die Namensrechte.

## Straßenbild und Bebauung
Die historische Bebauung der Sandstraßen ist durchgehend unter Denkmalschutz und gehört zum Weltkulturerbe und Stadtdenkmal Bamberg. Im Bereich von Katzenberg bis Markusbrücke ist das Straßenbild geprägt von alten Häusern und Palais verschiedener Baustile und Epochen mit kleinen Läden sowie zahlreichen fränkischen Gastwirtschaften und Kneipen.

## Sehenswürdigkeiten
- Besonders hervorzuheben ist der Bamberger Kreuzweg, der älteste erhaltene Kreuzweg Deutschlands (1503), der an St. Elisabeth beginnt und über den Michelsberg nach St. Getreu führt.
- Direkt neben St. Elisabeth wurde im Mai 2009 die Skulptur Apoll von Markus Lüpertz aufgestellt.
- In der Adventszeit hat das Bamberger Krippenmuseum im Knick der Sandstraße geöffnet, dort startet auch der Bamberger Krippenweg.
- Einige Meter nach der Markusbrücke befindet sich auf der rechten Seite das Bamberger Marionettentheater (Untere Sandstraße 30).
- Hofwaschbrunnen

## Gastronomie
Das Angebot an Lokalitäten ist sehr groß, es gibt zahlreiche Restaurants, Cafés und Kneipen.
Während der Sandkerwa gibt es zahlreiche zusätzliche Kneipen.

## Sanierung der Oberen Sandstraße
Die Obere Sandstraße war in den letzten Jahren als Einbahnstraße mit Fahrtrichtung Elisabethenplatz und Katzenberg/Dominikanerstraße ausgelegt. Der Fahrbahnbelag bestand aus Asphalt, die schmalen Gehsteige mit hohen Bordsteinen aus den in Bamberg üblichen Verlegesteinen. Nach 18 Uhr war die Einfahrt gesperrt, Taxis durften einfahren.
Durch die bauliche Enge, die verwinkelten Straßen, aber auch die Missachtung der Regelungen durch Besucher, Bürger und Verirrte war die Belastung für Anwohner, Passanten und Autofahrer hoch, abgesehen von der nicht dem Weltkulturerbestatus der Straße entsprechenden Nutzung.
2007 wurde die Obere Sandstraße mit einem neuen Pflaster ausgestattet. Während der Sanierungsphase und auch danach wurde die Sandstraße für den Durchgangsverkehr gesperrt. Dies führte im diskussionsfreudigen Bamberg zu zahlreichen Konflikten, Mutmaßungen und Protesten. Hauptsächlich der nördlich der Sandstraße gelegene Stadtteil Gaustadt fühlt sich von der ohnehin komplizierten Verkehrsführung ausgeschlossen. Die jetzige Durchfahrtssperre (früher in Form von festen Pollern vor dem Schlenkerla) wird nur vormittags für Lieferanten aufgehoben. Ausnahmen gibt es für Rettungsfahrzeuge, Polizei etc. sowie für Fahrzeuge mit über sieben Meter Länge, die im Sandgebiet nicht wenden können.
Nach Abschluss des Bauabschnitts berichteten Geschäftsleute und Wirte über einen gesteigerten Publikumsverkehr in der helleren und freundlicheren Straße. Inzwischen gibt es Freischankflächen mit Außenbestuhlung, um die Straße weiter aufzuwerten. Seit 2006 findet immer am ersten Adventswochenende der von der IG interesSAND... veranstaltete Adventsmarkt im Sand rund um die Kirche St. Elisabeth statt.